# 아마비에

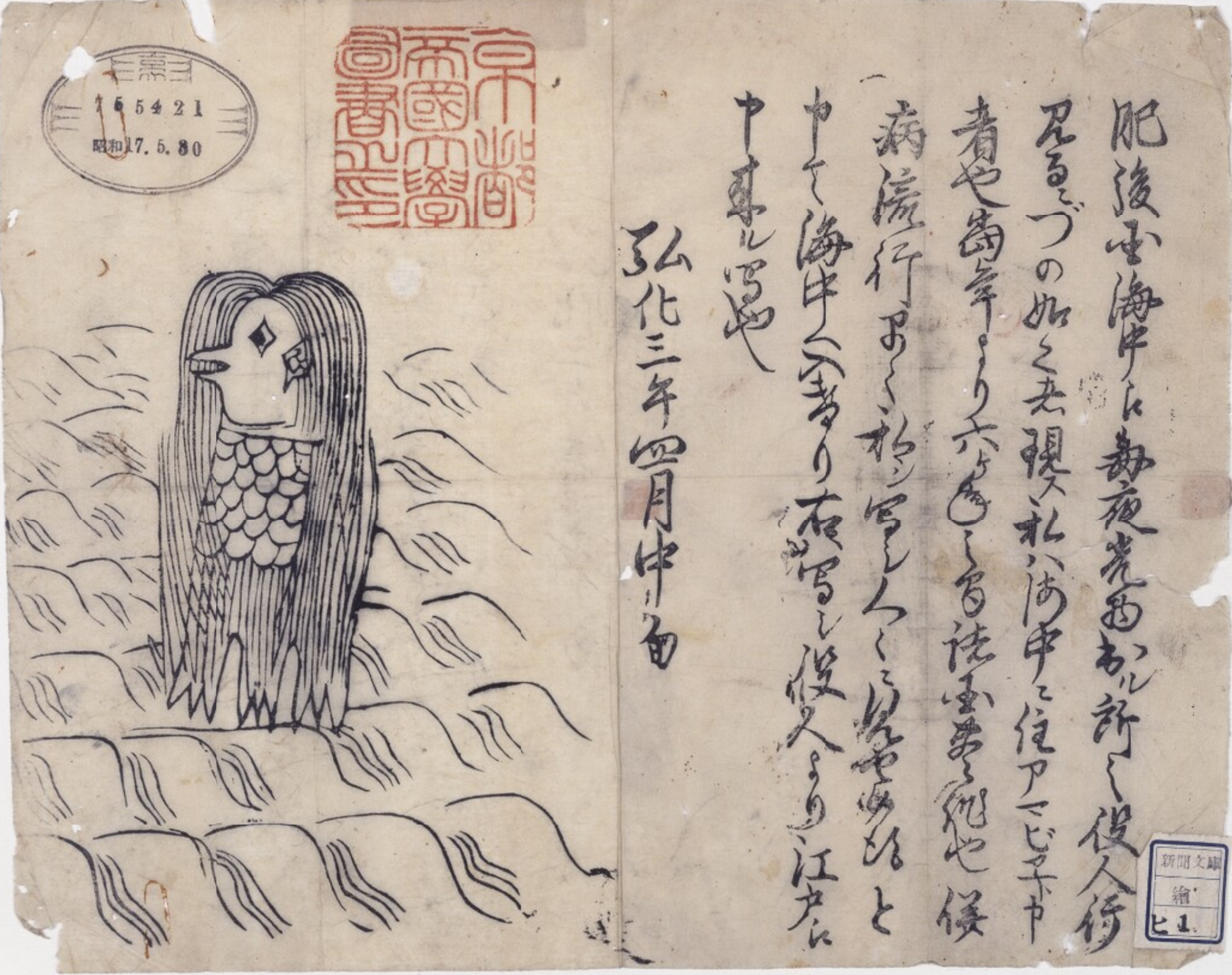
아마비에

아마비에(일본어: アマビエ)는 일본 히고국(현 구마모토현) 전승에 등장하는 요괴이다. 바닷속에서 빛과 함께 나타나 풍년과 전염병을 예고한다고 하며 발밑까지 늘어지는 긴 머리카락에 새의 부리 모양 입, 마름모양의 눈, 발(또는 꼬리가)이 3개 달린 인어의 형상을 하고 있다.
전염병을 예언한다는 속설로 인해 일본의 코로나19 범유행 기간 동안 인터넷 상에서 코로나의 종식을 기원한다는 밈으로 활용되었다.

## 같이 보기
- 인어 (일본 요괴)

## 참고 자료
- (일본어) 『アマビエ』  - 고트뱅크